# حزقيال خوسيه مونيوث
حزقيال خوسيه مونيوث (بالإسبانية: Juan José Muñoz)‏ هو شخصية أعمال أرجنتيني، ولد في 3 يونيو 1950 في لابلاتا في الأرجنتين، وتوفي بنفس المكان في 8 مايو 2013.